# Sicariidae
Sicariidae (лат.) — семейство аранеоморфных пауков из надсемейства Scytodoidea. Насчитывают около 125 видов, распространённых преимущественно в Новом Свете, Африке и Южной Азии. Яд ряда представителей опасен для человека, так как не имеет противоядия и может вызывать обширные некрозы поражённых участков. Наиболее известный вид — Loxosceles reclusa.

## Распространение
Большая часть представителей семейства — около 100 видов — относится к роду Loxosceles. Из них около 85 видов распространены в Америке южнее Канады (включая Антильские острова), двенадцать известны из различных регионов Африки, два вида — Loxosceles aphrasta и Loxosceles lacta — описаны из Китая. Loxosceles laeta обладает разорванным ареалом, обитая в Америке, Австралии и Финляндии. Исходно средиземноморский вид Loxosceles rufescens в результате непреднамеренной интродукции в настоящее время спорадически встречается на всех материках. Род Sicarius насчитывает 22 вида, большинство из которых обитает в Центральной и Южной Америке; 6 видов известны из ЮАР и Намибии, 1 — с Галапагосских островов.

## Некоторые виды
- Loxosceles reclusa — наиболее известный вид;
- en:Loxosceles deserta — вид, распространённый на юго-западе США и в Мексике;
- en:Loxosceles rufescens — вид, распространённый по всему миру;
- en:Sicarius hahni — шестиглазый песчаный паук, обитает в Африке южнее Сахары, достигает 5 см с лапами. От его яда ещё не создали противоядия;
- en:Loxosceles laeta — паук, распространённый в Южной Америке, завезён в Финляндию. Противоядия также нет, но смертность от укусов менее 4 %.